# بابو (شرکت هواپیمایی)
بابو (به انگلیسی: Baboo (airline)) یک شرکت هواپیمایی با کد یاتا F7 است که در تاریخ ۲۰۰۳ میلادی تأسیس شده‌است. دفتر مرکزی بابو در فرودگاه بین‌المللی ژنو واقع شده‌است و قطب این شرکت هواپیمایی در فرودگاه بین‌المللی ژنو قرار دارد.